# Norrliden (naturreservat)
Norrliden är ett naturreservat i Vindelns kommun i Västerbottens län.
Området är naturskyddat sedan 2011 och är 37 hektar stort. Reservatet omfattar en höjd och dess övre nordostsluttning och består av högväxta tallar.